# Vanderbilt Avenue (Manhattan)

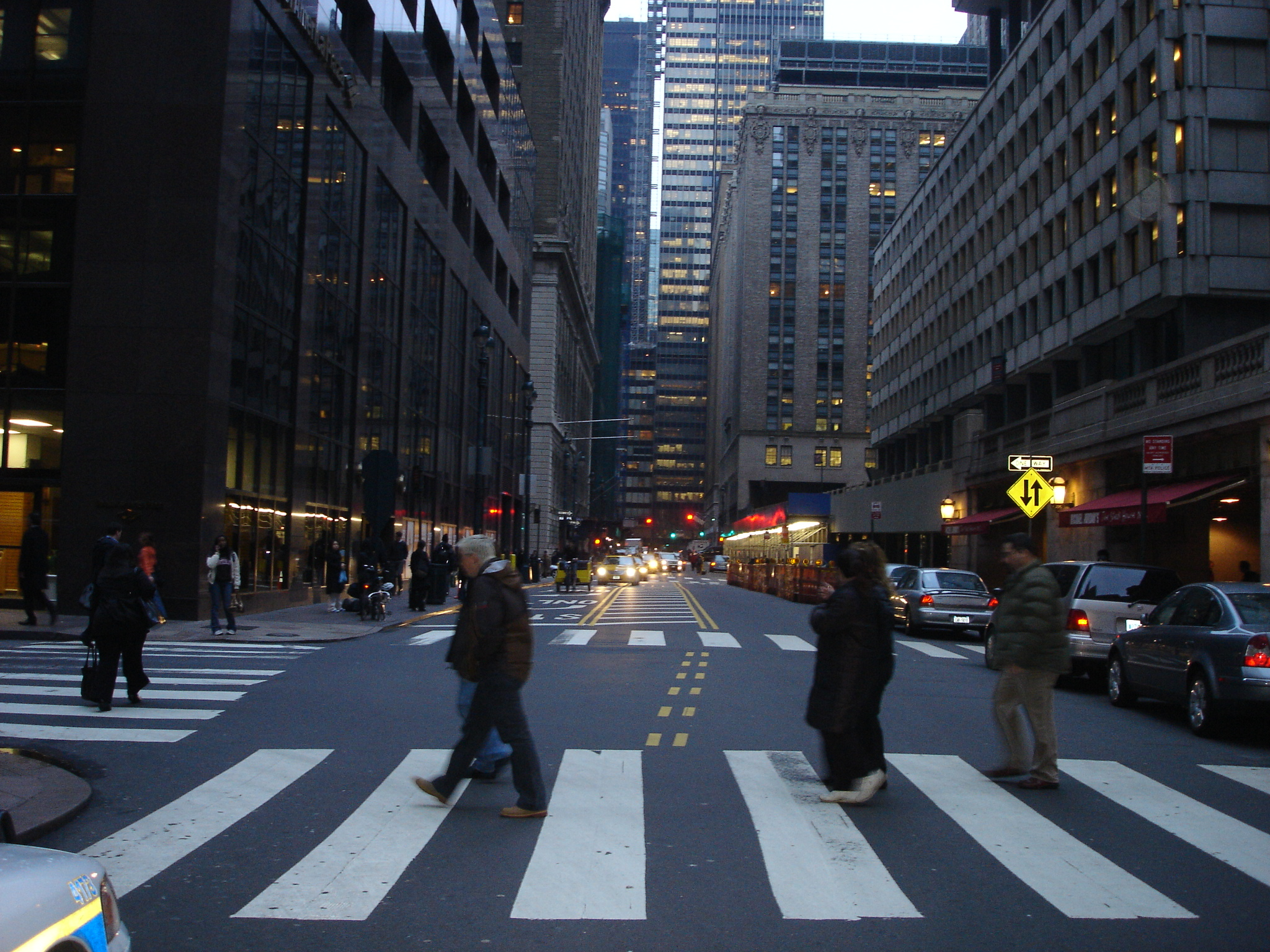
Vanderbilt Avenue

Vanderbilt Avenue is een korte straat in de New Yorkse borough Manhattan. De straat loopt van 42nd Street tot 47th Street tussen Park Avenue en Madison Avenue. De straat werd gecreëerd in de jaren zestig als resultaat van de bouw van Station Grand Central Terminal en werd genoemd naar Cornelius Vanderbilt, de oorspronkelijke bouwer van het station. De Yale Club of New York City ligt aan Vanderbilt Avenue aan de kruising met East 44th Street.